# Michael Grossert

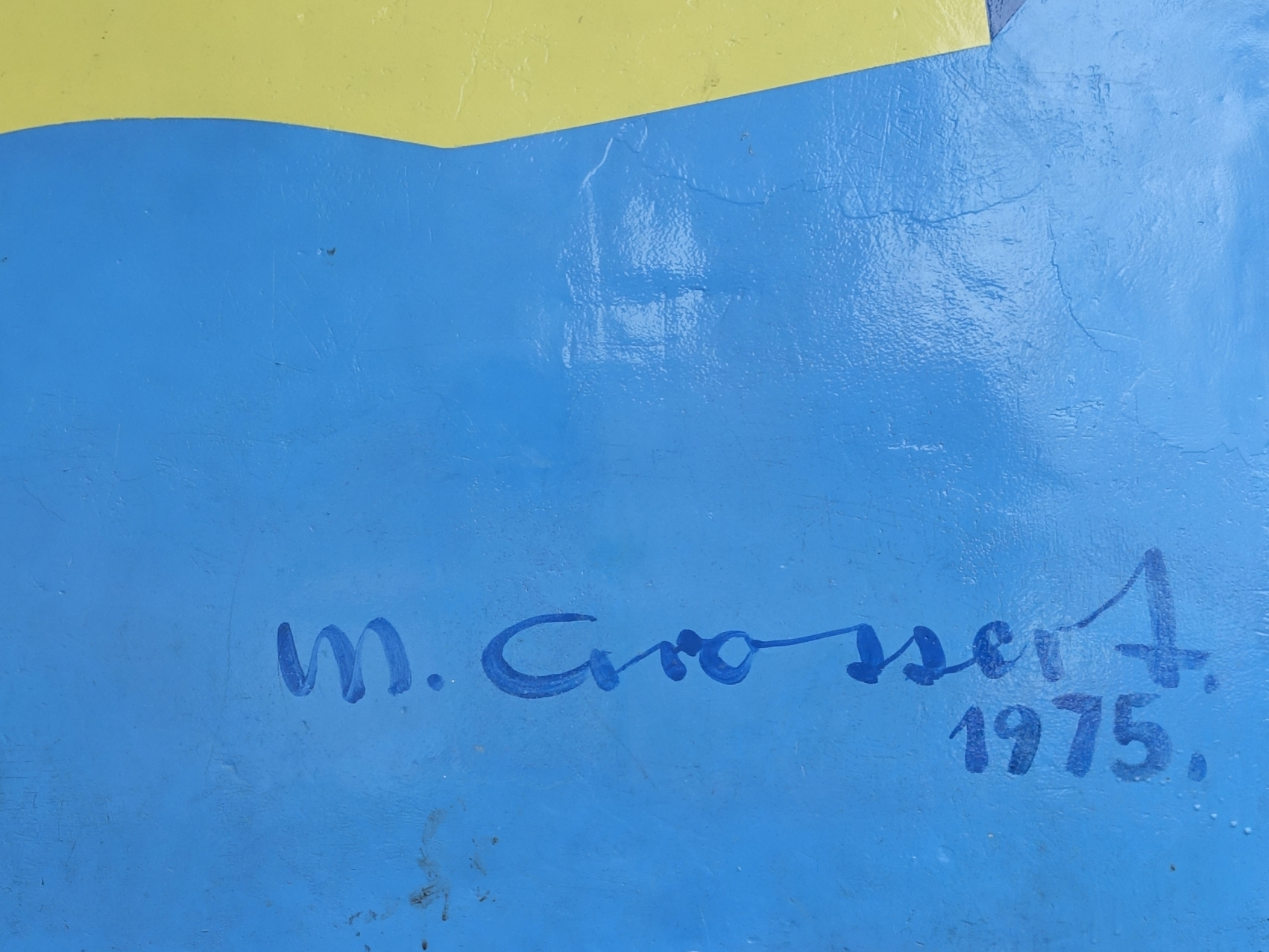
Michael Grosserts Signatur

Michael Grossert (Alois Josef Michael Grossert; * 31. Januar 1927 in Sursee; † 9. März 2014 in Paris) war ein Schweizer Zeichenlehrer und Künstler.

## Leben und Werk
Michael Grossert war der Bruder von Franz Cañameras. Ihre Grosseltern waren Franz und Josefa y Cañamera die 1872 mit ihrem Grossonkel Pedro Monner (1854–1922) aus Spanien nach Sursee auswanderten. Dort führten sie in der Altstadt eine spanische Weinhandlung. 
Michael Grossert begann nach einer Zimmermannslehre 1948 eine Ausbildung an der Kunstgewerbeschule Luzern. Von 1949 bis 1953 arbeitete er im Atelier von Albert Schilling in Arlesheim und besuchte Kurse an der Kunstgewerbeschule Basel. Grossert lebte ab 1953 in Basel und heiratete 1954 Gertrude Kirowitz. Zusammen hatten sie zwei Töchter. Von 1955 bis 1960 war er Zeichenlehrer an der Mittelschule in Sursee und von 1960 bis 1966 am Gymnasium in Aarau.
Nach seinem ersten Aufenthalt in Paris 1963 wanderte er 1966 mit seiner Familie dorthin aus. Seine Arbeiten zeigte er regelmässig an den Salons Jeune Sculpture (ab 1966), Réalités Nouvelles (ab 1969) und am Salon de Mai (ab 1972). Grosserts Werk umfasst Skulptur, Installation, Malerei, Druckgrafik, Zeichnung, Glasfenster, Multiples, Lithographie, Video, Siebdruck, Baugestaltung, Environment, Plastik, Kunst im öffentlichen Raum und Konzeptkunst. Nach gegenständlichen Anfängen in Zement, Stein und Gips entwickelte er Ende der 1950er-Jahre eine zunehmend abstraktere Formensprache. In den frühen 1960er-Jahren wurden die Objekte bewegter und interagieren stärker mit dem Raum. Mit den Raumhorizonten (1964/1965) wird die Diskontinuität des Raums zum zentralen Thema des Künstlers; die Volumen- werden durch Raumplastiken abgelöst.
Grossert entwarf 1967 die Betonelemente für die Gestaltung des Pausenplatzes der Primarschule Aumatten in Reinach. Bemalt wurden die Elemente von seinem Künstlerkollegen Theo Gerber. In die gleiche Phase fallen Werke, bei denen durch die Anordnung der Objekte ein statisches Ungleichgewicht optisch vorgetäuscht wird. Mit den Raumhorizonten (1964/1965) wird die Diskontinuität des Raums zum zentralen Thema des Künstlers; die Volumen- werden durch Raumplastiken abgelöst.

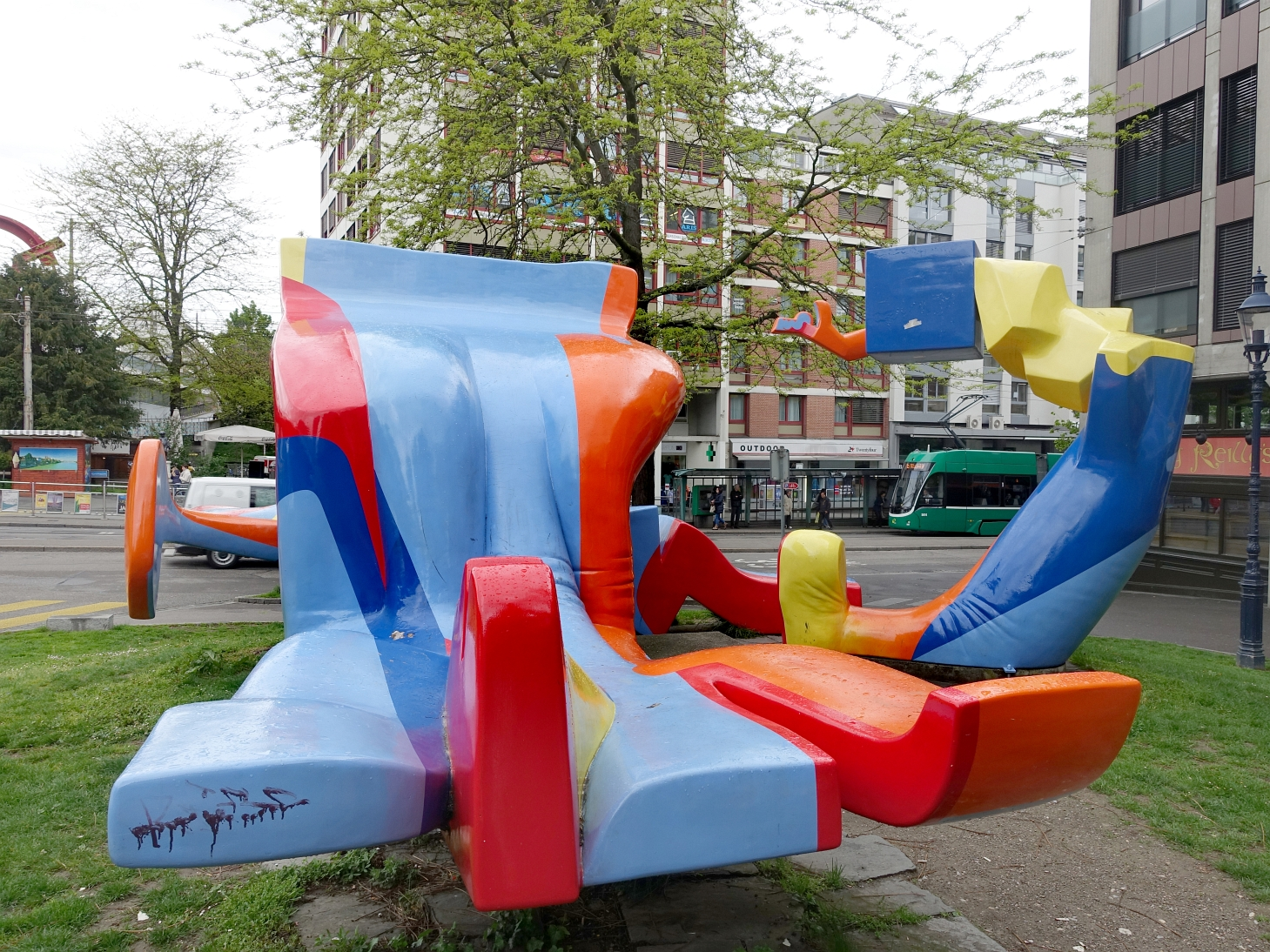
Lieu dit, 1975, Basel

Um 1966 entdeckte Grossert den Kunststoff als beliebig formbaren Farbträger. Die verschieden zusammensetzbaren Transformateurs (1966–1967) leiten zu den polychromen Polyesterlandschaften wie Zone infinie (1968) und Lieudit I (1970–1972) über. Ab 1972 befasste sich Grossert mit Spiegelungen. Zunächst diente eine geformte Plexiglasscheibe zur Brechung von Licht und Raum (Reflexion d’espace II, 1973). Danach entstanden Arbeiten mit einem transparenten Spiegel als Reflexions- und Projektionsfläche: Auf der gläsernen Trennwand überlagern sich die (Ab-)Bilder der einander gegenübergestellten skulpturalen Gebilde. Ab Mitte der 1970er-Jahre wird in seinen grossen Rauminstallationen dem Rezipienten bei der Entstehung immaterieller Bilder eine aktive Rolle zugeteilt. Um 1980 kommen Werke hinzu, deren Tiefenwirkung durch die Staffelung von bemalten Gittern zustande kommt. 
Grossert war 1977 Mitbegründer der «Gruppe Espasme», von 1986 bis 1992 Mitglied des Zentralvorstands der GSBMA und ab 1987 im Comité Directeur des Salon de Mai. Ausstellungstätigkeiten im In- und Ausland.
1990 wurden sein Atelier und Teile seines Lebenswerks durch einen Brand zerstört. Ab 1991 lebte Grossert mit Katja Lehr zusammen. Sie heirateten 1995 und hatten zusammen einen Sohn und eine Tochter. 

## Werke (Auswahl)
- 1959: Kirchenportal, Aluminium, für die Katholische Kirche Bruder Klaus, Winkeln bei St. Gallen
- 1964: Betonrelief, für die Katholische Kirche St. Nikolaus in Reinach, Basel-Landschaft

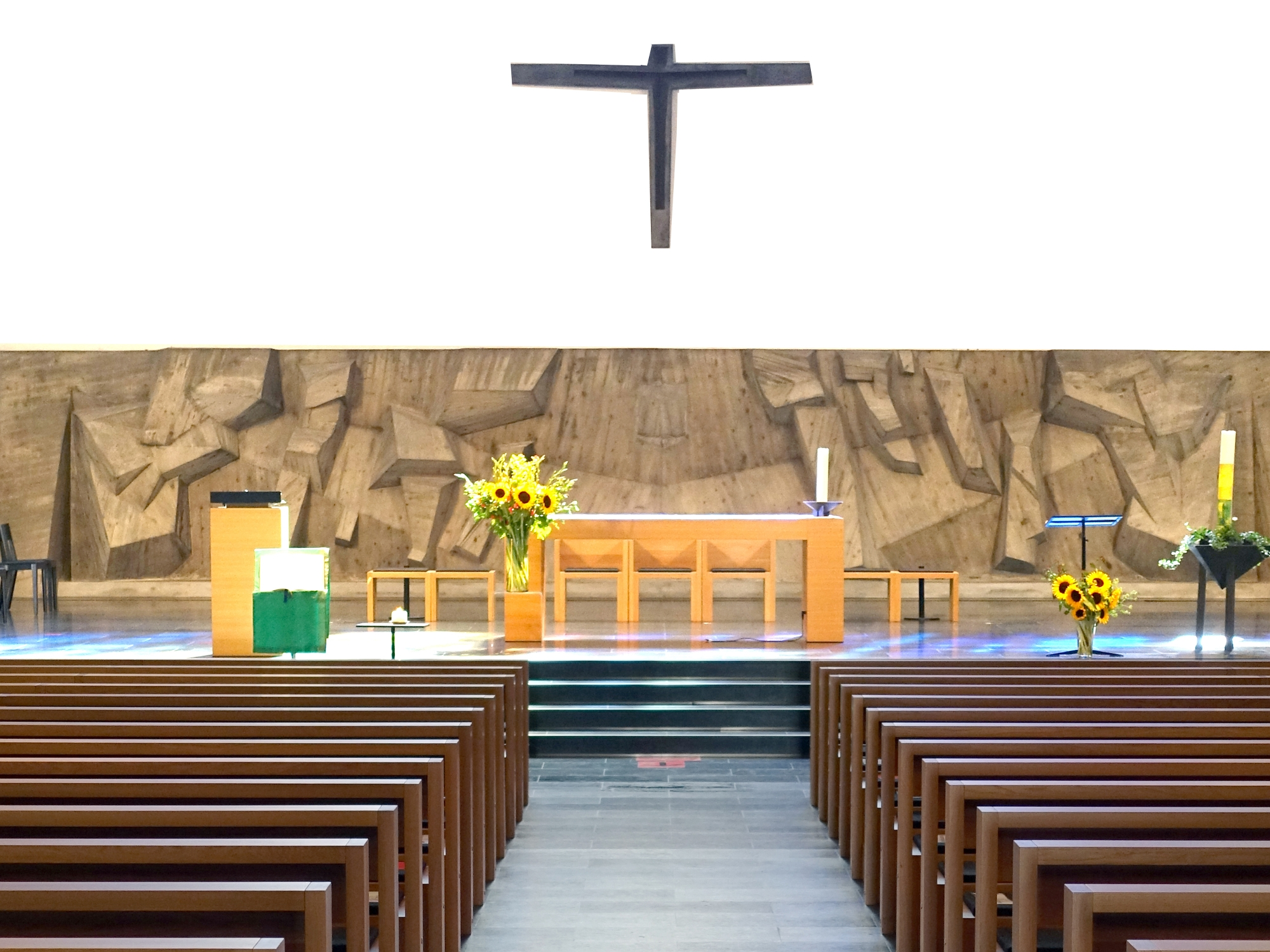
Betonrelief, 1964, Katholische Kirche St. Nikolaus, Reinach

- Betonrelief, 1964, Katholische Kirche St. Nikolaus, Reinach1967: Gestaltung des Pausenplatzes der Primarschule Aumatten in Reinach
- 1968: Erste farbige Polyesterlandschaft Zone infinie I (zerstört)
- 1969: Erste Rauminstallation in der Kunsthalle Basel
- 1975: Polyesterplastik Lieudit, Polyester bemalt; Heuwaage-Platz, Basel
- 1987: Gestaltung des Stadthalle-Vorplatzes mit Brunnenanlage, Sursee
- 1993: Gestaltung des Innenhofes, Beton, Spiegel, transparentes Glas, farbige Metallelemente, Port-Barcarès bei Narbonne
- 1993: Gestaltung des Innenhofes, Verwaltungsgebäude, Hoffmann-La Roche, Kaiseraugst

## Ausstellungen
- 1952: Ausstellung im Kunstmuseum Luzern
- 1971: Les Suisses de Paris, Aargauer Kunsthaus Aarau
- 1975: Retrospektive im Aargauer Kunsthaus, Aarau
- 1975: Schweizer Plastikausstellung, Biel
- 1975: Galerie l’Enseigne du Cerceau, Paris.
- 1980: Grün 80, Basel
- 1982: Retrospektive im Rathaus Sursee
- 1985: Biennale der Schweizer Kunst, Kunstmuseum Olten
- 1994: Retrospektiven im Rathaus Sursee.
- 1999: Galerie Hannelore Lötscher, Luzern

## Preise
- 1952: Förderpreis der Eidgenössischen Kunstkommission
- 1955: Förderpreis der Eidgenössischen Kunstkommission
- 1966: Stipendium der Stadt Basel
- 1966: Eidgenössisches Kunststipendium
- 1970: Prix Adam de la Jeune Sculpture
- 1993: Prix de la Sculpture der Académie des Beaux-Arts, Paris.

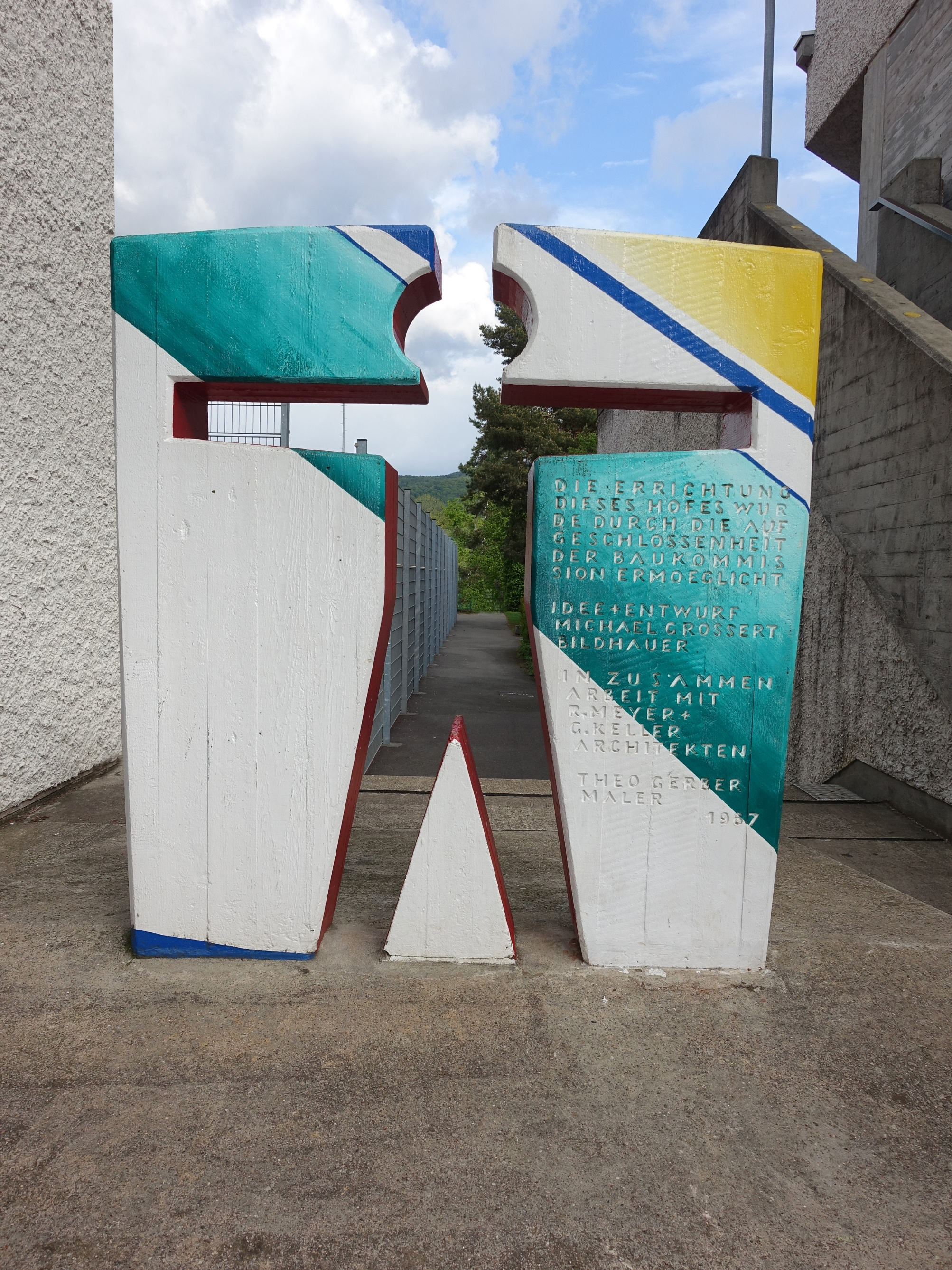
Skulpturenhof, 1967, Reinach
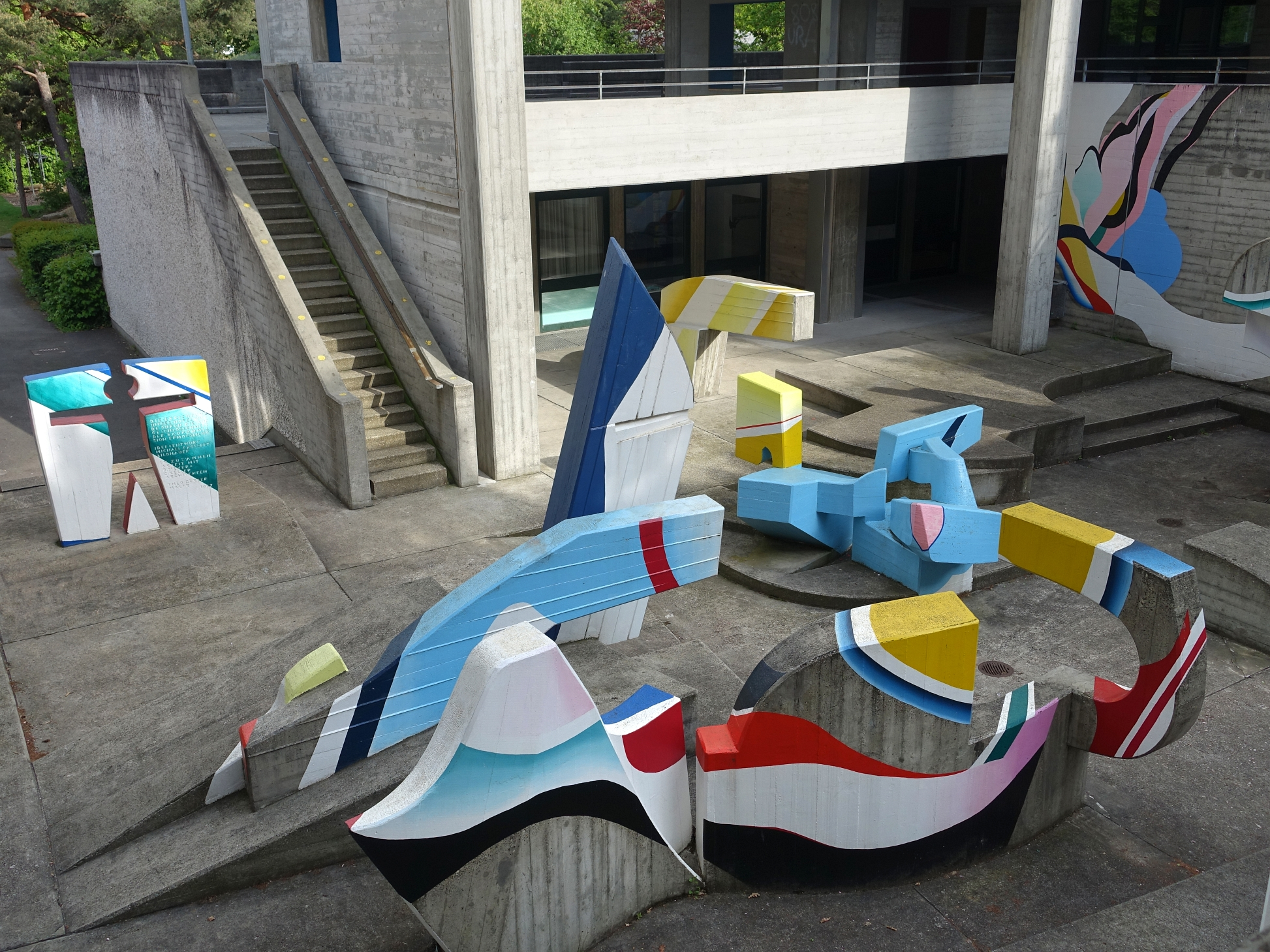
Skulpturenhof, 1967
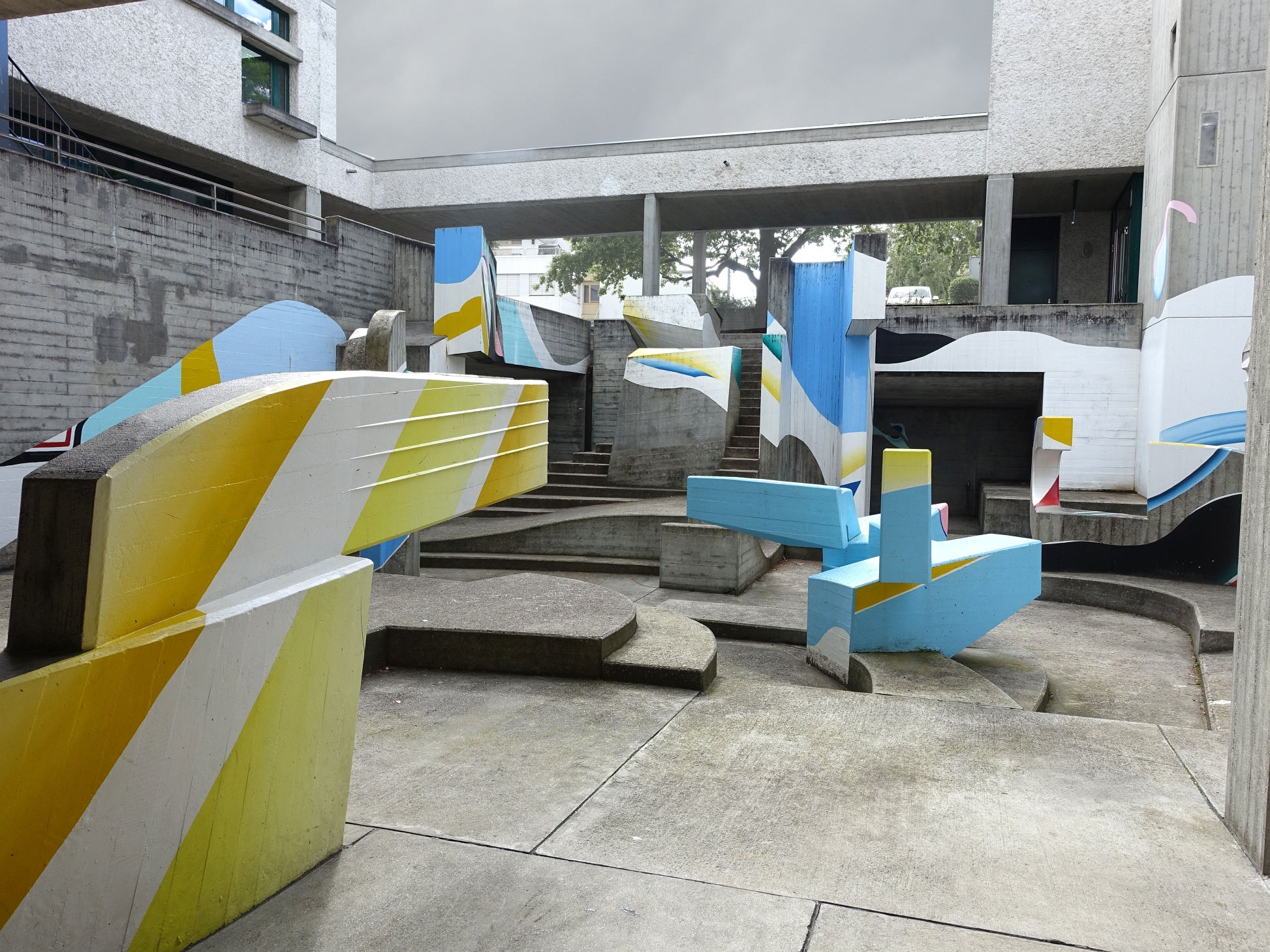
Skulpturenhof, 1967